# Achillea ptarmica
Espèce
Classification phylogénétique
Statut de conservation UICN

 LC  : Préoccupation mineure
L’achillée sternutatoire ou achillée ptarmique (Achillea ptarmica L.) est une espèce de plante vivace appartenant à la famille des Astéracées (ou Composées) et au genre Achillea. Elle est parfois appelée achillée des marais, bouton d'argent, herbe à éternuer ou passe-pierre.

## Description

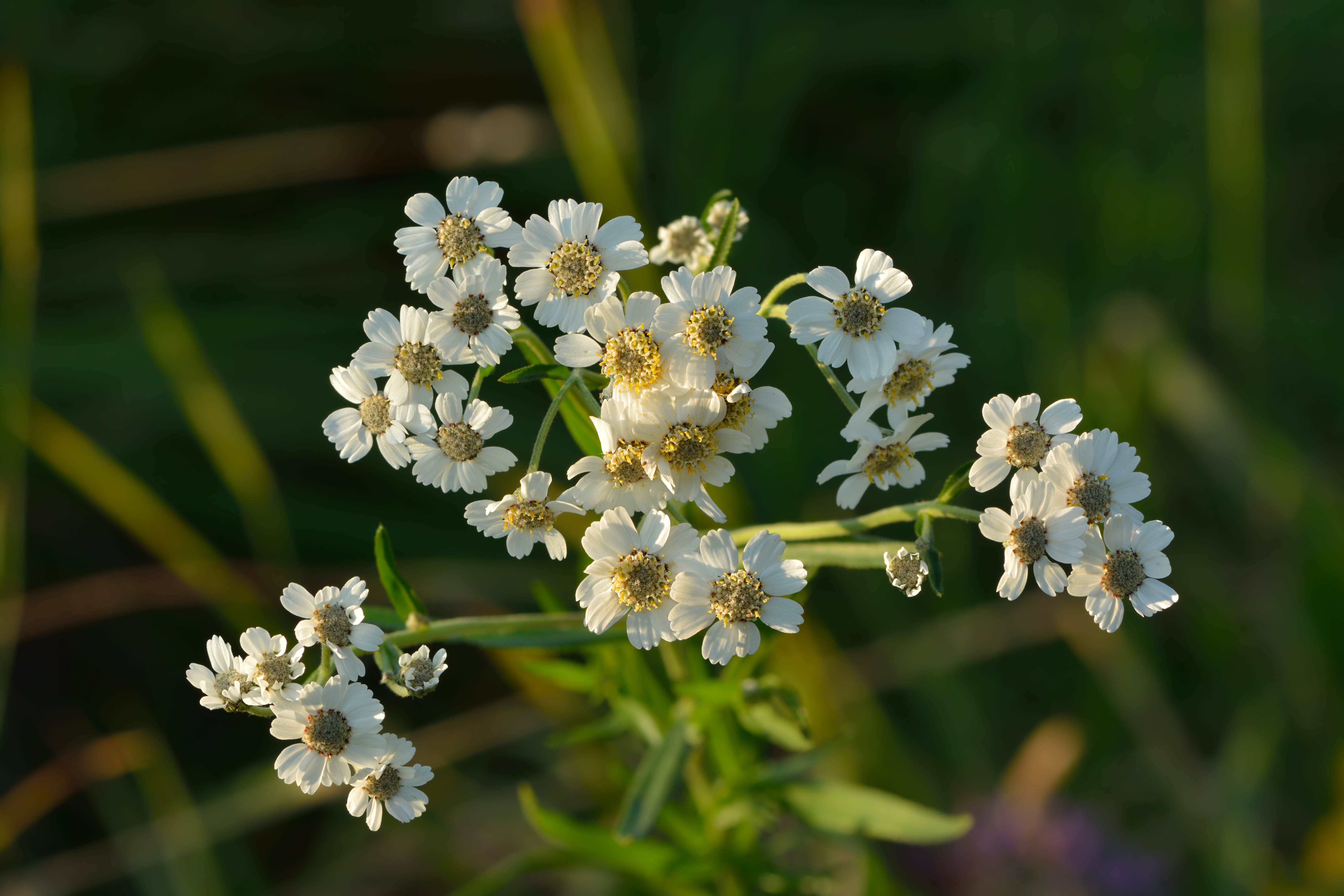

L'achillée sternutatoire est une plante vivace assez grande, à tige érigée, à souche ligneuse rampante. Les feuilles, alternes et sessiles, sont étroites et lancéolées, à bords dentés. L'inflorescence est un corymbe de petits capitules blancs semblable à celle d'une petite camomille. Les ligules à trois dents sont des fleurs femelles, tandis que les fleurons du disque, de couleur beige à verdâtre, sont hermaphrodites. Les fruits sont des akènes. La floraison a lieu en été.

## Caractéristiques
Organes reproducteurs
- Type d'inflorescence : corymbe de capitules
- Répartition des sexes : hermaphrodite
- Type de pollinisation : entomogame, autogame
- Période de floraison : juillet à septembre

Graine
- Type de fruit : akène
- Mode de dissémination : anémochore

Habitat et répartition
- Habitat type: prairies médioeuropéennes, hygrophiles de niveau topographique moyen, psychrophiles
- Aire de répartition: eurasiatique septentrional.

D'après : Julve, Ph., 1998 ff. - Baseflor. Index botanique, écologique et chorologique de la flore de France. Version : 23 avril 2004.

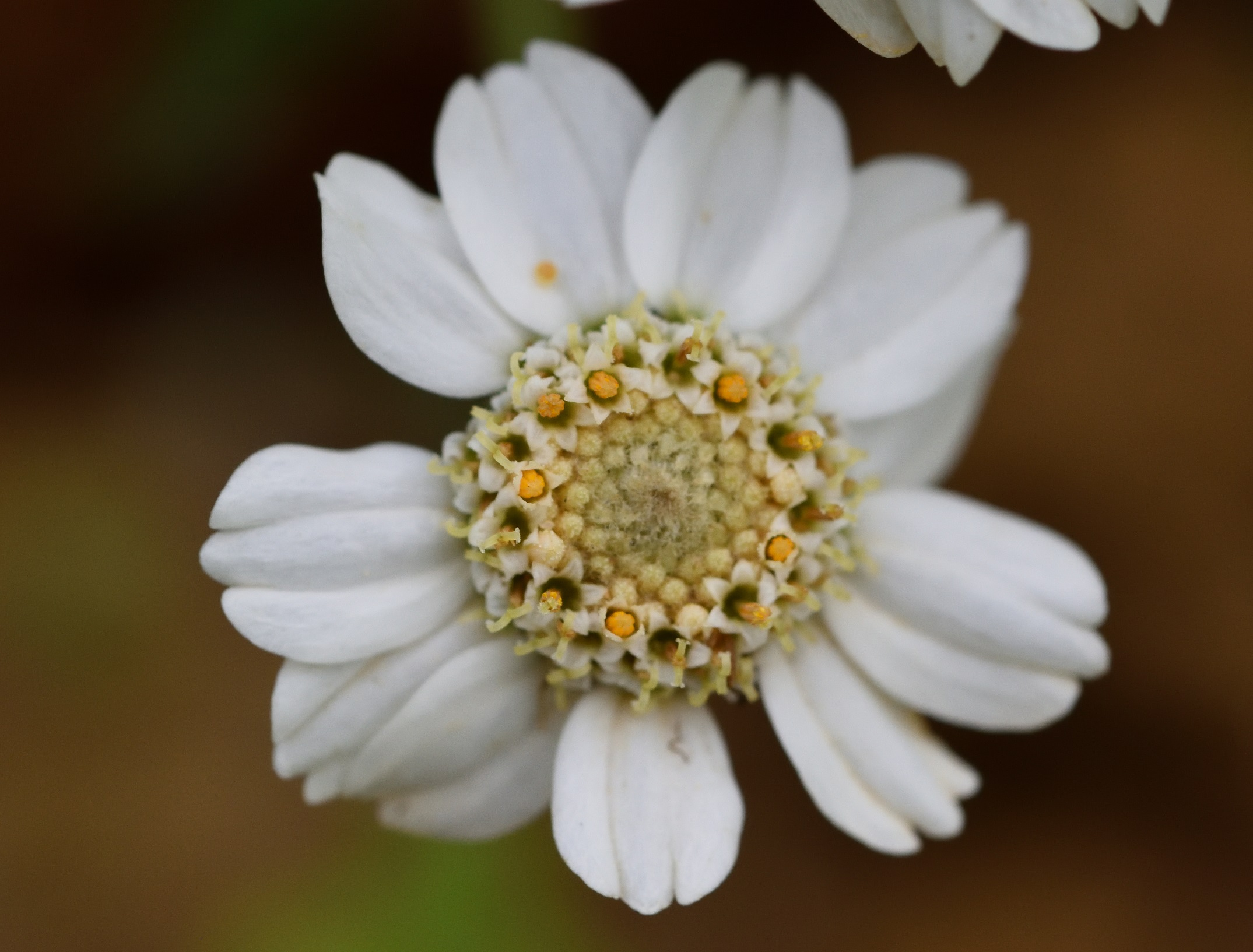
Fleur d'Achillée Sternutatoire.
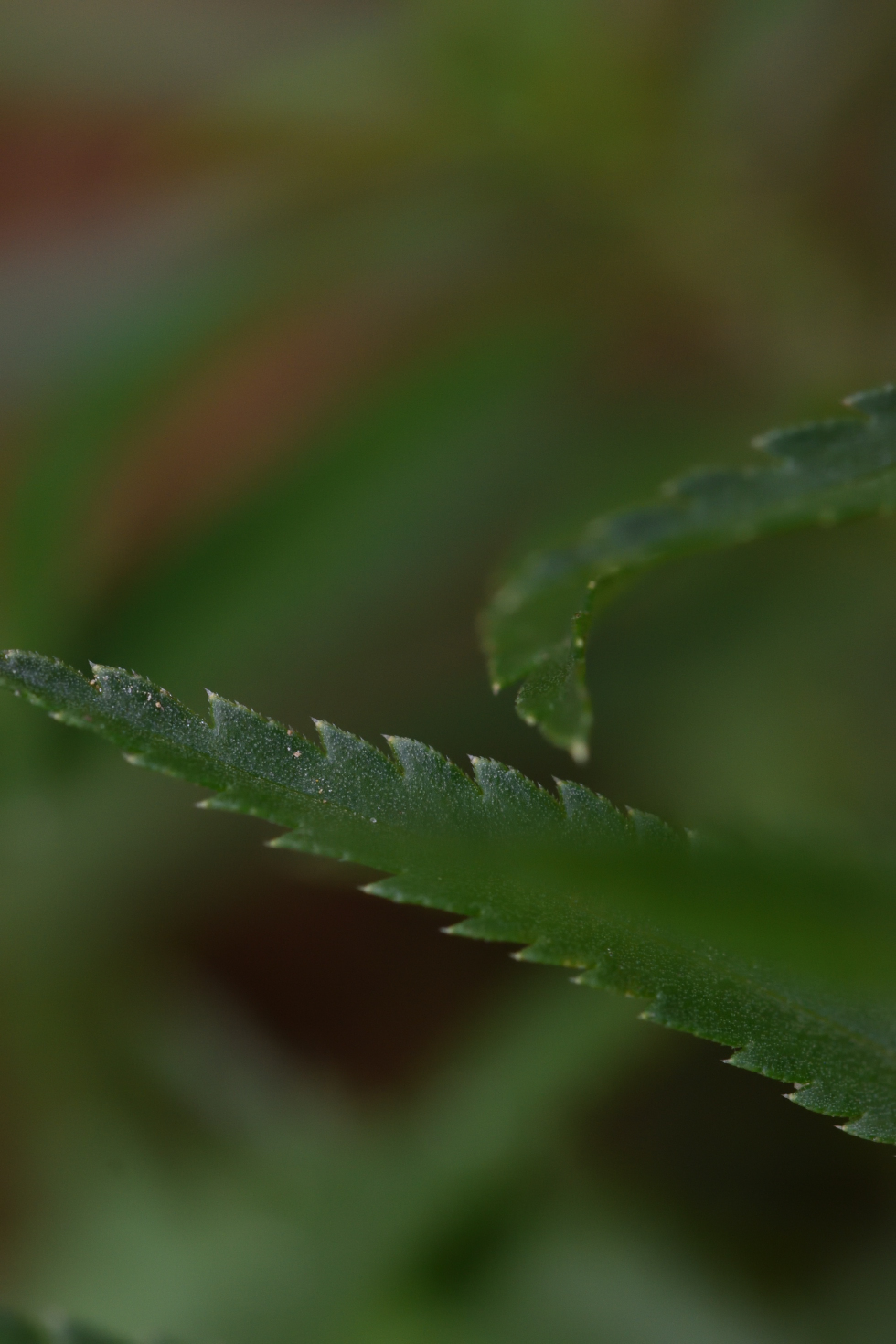
Détail d'une feuille d'Achillée Sternutatoire, on remarquera les bords dentés.
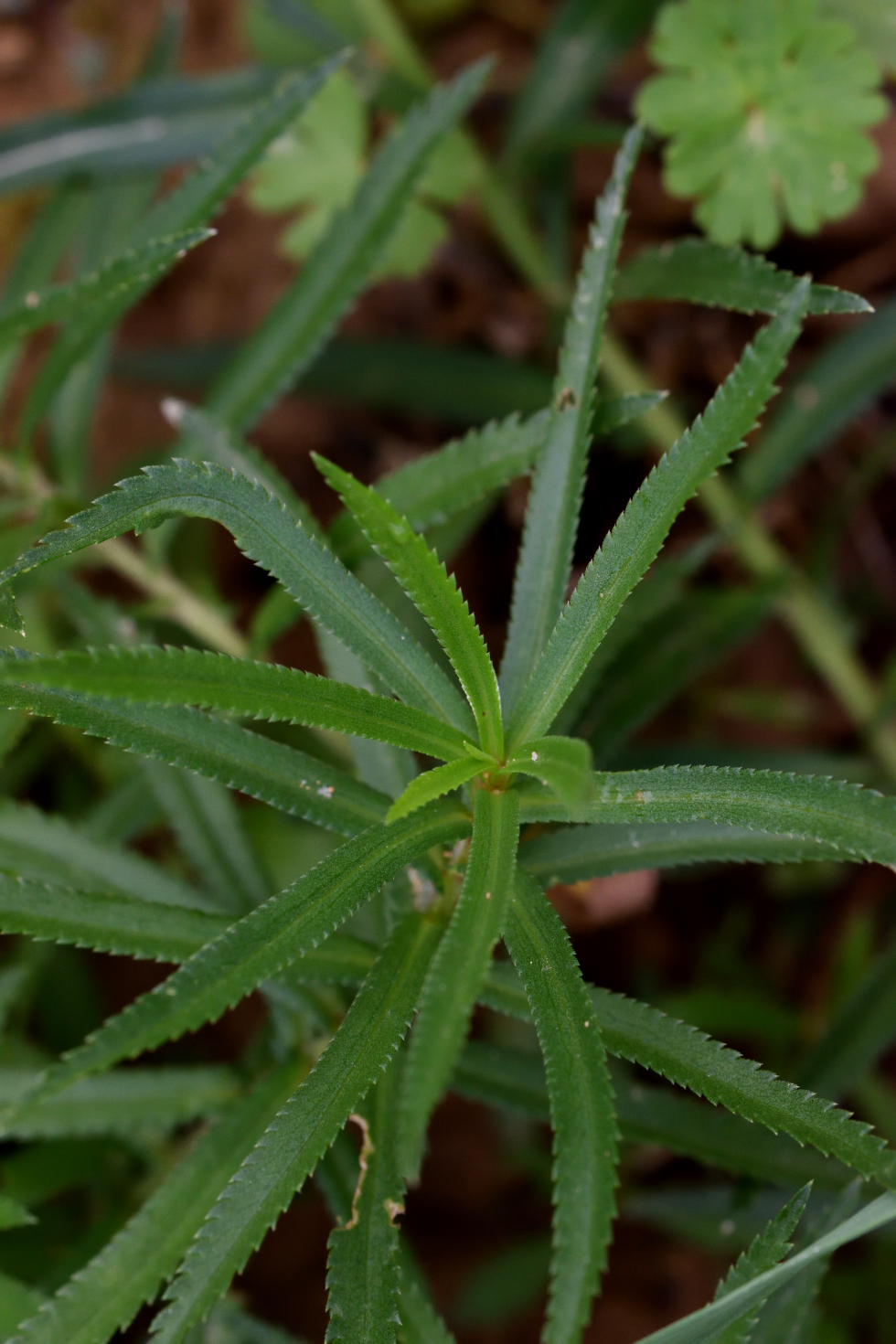
Feuilles d'Achillée Sternutatoire.

## Relation symbiotique
Cette achillée entretient une relation étroite avec Tephritis angustipennis dont les larves se nourrissent exclusivement de ses capitules.

## Distribution géographique et écologie
C'est une plante assez commune dans toute l'Europe occidentale, à l'exception des régions méditerranéennes[réf. souhaitée]. Elle pousse dans les lieux humides, sur sol acide ou neutre[réf. souhaitée].

## Menaces et protection
L'espèce est inscrite sur la liste rouge de la flore vasculaire menacée de Provence-Alpes-Côte d’Azur (catégorie VU : vulnérable). En France, elle est protégée en région Nord-Pas-de-Calais.

## Sous-espèces et variétés
Les taxons infraspécifiques reconnus par l'INPN sont les suivants :
- Achillea ptarmica L. subsp. ptarmica
  - Achillea ptarmica var. ptarmica
  - Achillea ptarmica var. pubescens DC.
  - Achillea ptarmica var. vulgaris Heimerl
- Achillea ptarmica L. subsp. pyrenaica (Sibth. ex Godr.) Heimerl, présente de 1800 à 2600 m d'altitude dans les microphorbiaies hygrophiles oligotrophiles des Pyrénées[4].

## Propriétés et usages
L'Achillée ptarmique est considérée comme sternutatoire, masticatoire, sialagogue et hémostatique.
On employait autrefois la racine et les feuilles séchées et réduites en poudre pour provoquer l'éternuement contre les migraines et les ophtalmies.
Mâchée, la racine excite les glandes salivaires.
Matthiole considère cette plante comme efficace contre les maux de dents.
Cazin l'indique dans l'engorgement des glandes salivaires, l'amygdalite chronique, les engorgements atoniques de la bouche et la paralysie de la langue.
Georg Dragendorff quant à lui mentionne l'utilisation de la racine contre l'hématurie, les hémorragies utérines, l'épilepsie et les catarrhes.
La passe-pierre est une plante comestible utilisée dans la cuisine acadienne[réf. souhaitée].